# ألف إيفرز
ألف إيفرز (بالإنجليزية: Alf Evers)‏ هو مؤرخ أمريكي، وُلد في 2 فبراير 1905، وتُوفي في 29 ديسمبر 2004.